# Christophe Guérin
Pour les articles homonymes, voir Guérin.
Christophe Guérin, né à Strasbourg en 1758 et mort en 1831, est un graveur français.

## Biographie
Christophe Guérin, peintre et graveur né à Strasbourg en 1758, apprend le dessin et la gravure dans l’atelier de son père Jean Guérin. Il poursuit ses études à l'École nationale supérieure des beaux-arts de Paris. Il devient célèbre pour ses portraits gravés et ses reproductions de Raphaël et Le Corrège. Il revient à Strasbourg en 1787 et devient graveur de la monnaie comme son père. En 1803 il devient conservateur en chef de la Galerie des peintures de la Ville, poste qu’il conserve jusqu'à son décès en 1831. Il participe à la fondation à Strasbourg d’une école de dessin gratuite dont il sera responsable.
Christophe Guérin est le frère de Jean-Urbain Guérin peintre et graveur (1760-1831), et le père du peintre Gabriel-Christophe Guérin (1790-1846).

## Œuvres de Christophe Guérin
- Cambridge (États-Unis), Fogg Art Museum : 
  - L'Ange conduisant le jeune Tobie, d'après la partie supérieure du tableau droit du Polyptyque de la chartreuse de Pavie du Pérugin[2] ;
  - L'Amour désarmé, d'après Le Corrège[3] ;
  - La Vision de saint benoît, d'après Eustache Le Sueur[4] ;
  - Adrien de Lezay-Marnésia[5] ;
  - Artémise II, reine de Carie, d'après Hendrik van Limborch[6] ;
  - Le Repos champêtre, d'après Philippe-Jacques de Loutherbourg[7].

- Paris, Bibliothèque nationale de France :
  - Honoré-Gabriel Riqueti de Mirabeau, gravure de Lambertus Antonius Claessens d'après un dessin de Christophe Guérin[8] ;
  - Claude Florimond Esmangard conseiller d'État[9] ;
  - Jean Laurent Blessig[10].

- Londres, British Museum :
  - Portrait de Nicolas Luckner, maréchal de France[11] ;
  - Le Passage du ruisseau, d'après Philippe-Jacques de Loutherbourg[12] ;
  - La Madeleine en contemplation devant un crucifix, d'après Le Corrège[13] ;
  - La Danse des Muses, d'après Jules Romain[14] ;
  - Nicolas François de Neufchâteau[15] ;
  - Le Couronnement d'épines[16] ;
  - La Sibylle[17]
  - Jean-Baptiste Treilhard, ministre plénipotentiaire au congrès de Rasdtadt[18].

- Paris, Musée du Louvre
  - Portrait de jeune homme, vers 1790, gouache et aquarelle sur ivoire[19].

## Galerie

Gravures de Christophe Guérin
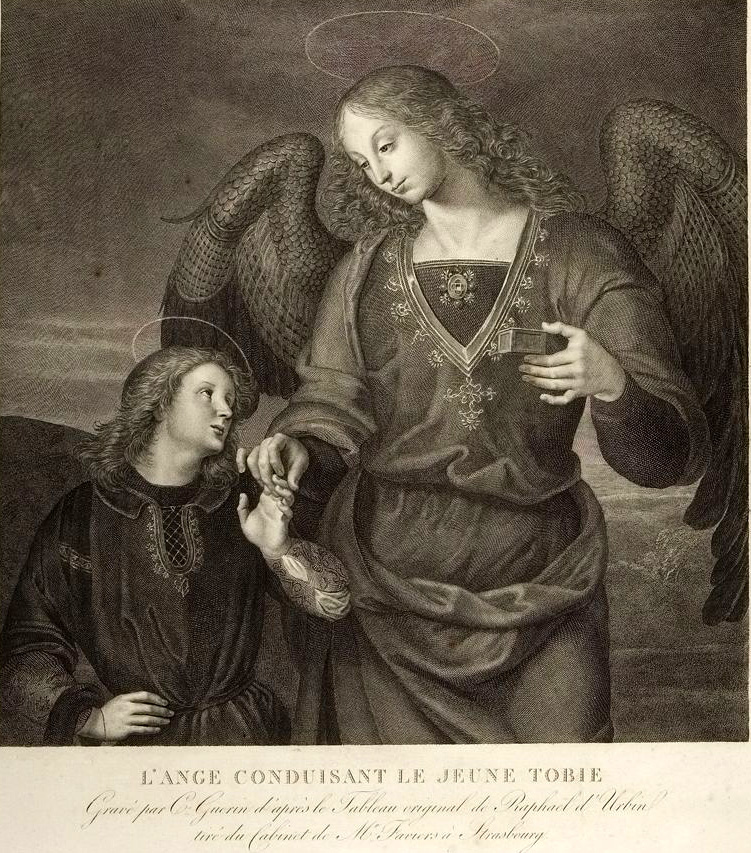
L'Ange conduisant le jeune Tobie, d'après Le Pérugin.
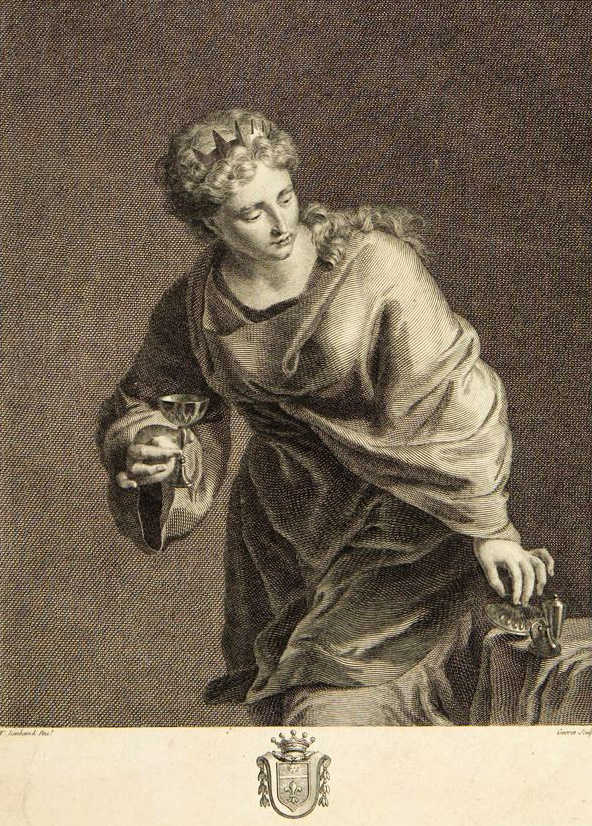
Artémise II, d'après Hendrik van Limborch.
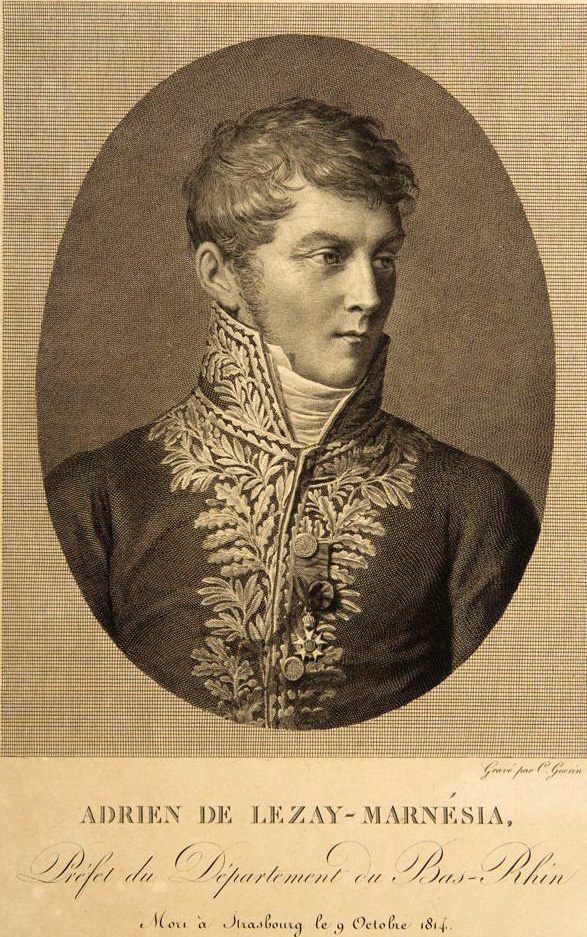
Adrien de Lezay-Marnésia
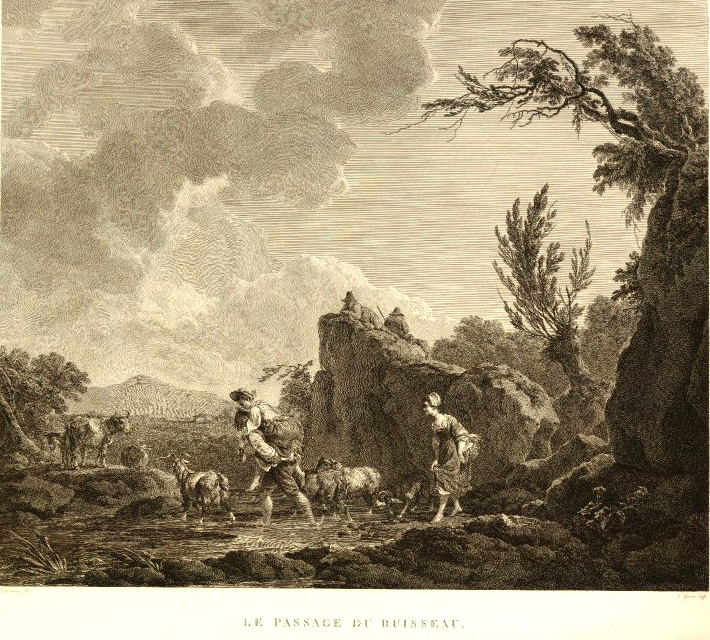
Le Passage du ruisseau, d'après Philippe-Jacques de Loutherbourg.